# Escudos del Molló
Los denominados Escudos del Molló, en el linde del término municipal de Tabernes de Valldigna con Cullera, en la comarca de la Safor, de la provincia de Valencia, son unos escudos de piedra, que se encuentran protegidos bajo la categoría de monumento, aunque no están inscritos en Registro de Bienes de Interés Cultural del Patrimonio Histórico Español. Pese a ello tiene un código identificativo, el 46.25.238-009.

## Descripción histórico artística
El “Molló” de Tabernes de Valldigna, tal y como se le conoce, constituye un singular separador de los términos municipales de Tabernes de Valldigna y Cullera. Se trata de un monolito cónico, que se cree fue levantado durante los primeros años del siglo XIV. El rey Jaime II de Aragón, el Justo, decidió amojonar el término de la Valldigna tras haber donado las tierras a los religiosos que fundaron el Monasterio de Santa María de la Valldigna. Así, los mojones (“mollons”, en valenciano), son los límites de las fronteras entre jurisdicciones, para evitar posibles conflictos. Según consta en el Archivo del Reino de Valencia, esta tarea le fue responsabilidad de Bernardo de Clapers y Pedro Fores.
El “Molló” es una gran mole cónica, de más de tres metros de altura, construida utilizando la técnica de tapial y piedra sobre una circunferencia de cerca de nueve metros. En su origen, este linde territorial estaba decorado con dos tallas en piedra. Una en la se reproducía la imagen de Nuestra Señora de la Valldigna; y otra que representaba el escudo de la Corona de Aragón. Ambos emblemas fueron expoliados del monumento quedando solamente unas reproducciones fotográficas. Estos escudos estaban situados sobre el monumento de manera que desde el término de Tabernes se podía ver la imagen de la virgen, mientras que desde el de Cullera, se podía observar el escudo.